# Andreiașu de Jos (gmina)
Andreiașu de Jos – gmina w Rumunii, w okręgu Vrancea. Obejmuje miejscowości Andreiașu de Jos, Andreiașu de Sus, Arșița, Fetig, Hotaru, Răchitașu i Titila. W 2011 roku liczyła 1655 mieszkańców.